# BBC Parliament
La BBC Parliament es un canal de televisión gratuito británico que transmite cobertura en vivo y grabada sobre las sesiones de la Cámara de los Comunes, la Cámara de los Lores y los Comités Selectos del Parlamento del Reino Unido, el Parlamento de Escocia, la Asamblea de Londres, la Asamblea de Irlanda del Norte y el Parlamento Galés. El canal también transmite informes del Parlamento Europeo y las conferencias anuales de los principales partidos políticos y el Congreso de Sindicatos. En promedio, el 1.2% de la población total del Reino Unido mira el canal durante más de tres minutos al menos una vez por semana; Estos espectadores observan un promedio de poco más de dos horas cada uno durante el transcurso de la semana.
En julio de 2018, la BBC anunció que la producción en el canal se reduciría, interrumpiendo toda la programación producida para el canal que no sea la cobertura parlamentaria y cerrando el canal por completo durante los meses de verano cuando el Parlamento y las Asambleas delegadas no están sentados. La medida ha sido criticada por muchos, incluido el presidente de la Cámara de los Comunes, John Bercow . En octubre de 2018, la BBC anunció que había archivado estos planes.

## Programación

### Programación regular
Cada vez que la Cámara de los Comunes por sesionar, BBC Parliament lleva la transmisión en vivo sin interrupción, y cualquier sesión simultánea de la Cámara de los Lores se muestra completa más tarde el mismo día, a menudo en secciones que se ajustan a las sesiones de los Comunes. La Cámara de los Lores se transmite en vivo solo los días en que no hay una sesión de la Cámara de los Comunes programada. La BBC Parliament también ofrece una cobertura completa y grabada de la cámara baja, es decir, la Cámara de los Comunes en Westminster Hall durante los fines de semana, cuando también transmiten sesiones de pruebas seleccionadas de diferentes comités selectos de la Cámara de los Comunes.
La BBC Parliament también muestra una variedad de otros programas grabados, ambos hechos especialmente para el canal, y de todos los canales nacionales e internacionales de la BBC, que incluyen:
- BOOKtalk: Especializado en discusiones cara a cara con autores sobre libros políticos recientemente publicados, presentados por Mark D'Arcy. También se produce un especial de verano con varios 'libros de playa'.
- Briefings: Serie de programas, generalmente transmitidos por las tardes de fin de semana, que contienen una cobertura grabada de las principales sesiones informativas de prensa y conferencias impartidas por políticos durante la semana anterior.
- Politics Live: Programa político diario que se transmite en vivo los días de semana en BBC Two a las 12:15 PM durante las sesiones parlamentarias y presentado por Andrew NeilyJo Coburn. Politics Live discute con invitados políticos y habla sobre los eventos del acontecer reciente en todo el Reino Unido, presentando reposiciones todas las noches a la medianoche.
- Dragon's Eye (producido por BBC Wales): Presentado por Adrian Masters o Rhun ap Iorwerth, que proporciona un resumen semanal de los desarrollos políticos galeses.
- Eòrpa (producida por BBC Gàidhlig): Serie de actualidad que cubre los acontecimientos políticos y sociales concernientes al acontecer europeo, transmitida en gaélico con subtítulos en inglés.
- Hearts and Minds (producido por BBC Northern Ireland): Programa semanal que cubre los últimos temas en la política de Irlanda del Norte.
- Lords Questions: Registro de cobertura de la sesión más reciente sobre preguntas en la Cámara de los Lores.
- Mayor's Question Time: Cobertura registrada del período mensual de preguntas en la Asamblea de Londres al alcalde de Londres.
- Politics Europe: Programa mensual que generalmente se transmite los días viernes y cubre las últimas noticias sobre las políticas públicas en toda Europa, analizando tanto la situación en Bruselas como dentro de las naciones europeas. Filmado en exactamente el mismo formato que Daily Politics, presentado por Andrew NeiloJo Coburn. También transmitido en BBC World News.
- Prime Minister's Questions: Cobertura registrada de la sesión más reciente de Preguntas del Primer Ministro en la Cámara de los Comunes. La cobertura en vivo también se proporciona en el canal sin comentarios ni interrupciones como parte de la cobertura en vivo del canal de las sesiones de la Cámara de los Comunes.
- Question Time (reposición de BBC One): Programa especializado en debates de actualidad donde generalmente presenta políticos de al menos los tres principales partidos políticos, así como otras figuras públicas que responden las preguntas que les hace la audiencia. Repetido todos los domingos a las 6pm.
- Scottish First Minister's Questions: Cobertura registrada de la sesión más reciente de preguntas al Primer ministro de Escocia en el Parlamento escocés. Las preguntas al Primer ministro escocés siempre se transmiten los jueves por la noche a las 11:30p.m. y se repiten durante toda la semana.
- Sunday Politics Scotland: (producido por BBC Scotland): Sección escocesa de The Sunday Politics, presentada por Gordon Brewer y transmitida por BBC One Scotland.
- Ten Minute Rule Bill: Cobertura registrada de un diputado de backbench que busca la licencia de la Cámara de los Comunes para introducir una legislación sobre un tema específico bajo las reglas de la Orden Permanente No. 23 (las Órdenes Permanentes, en inglés: Standing Orders, son una serie de normas para el desarrollo de las sesiones legislativas.
- The Day in Parliament: Programa nocturno, transmitido a las 11p.M., O después de la clausura de la Cámara de los Comunes, si se reúne después de esa hora, reúne los titulares del día en todas las cámaras legislativas del Reino Unido. El registro generalmente es presentado por Keith McDougall, Alicia McCarthy, David Cornock, Mandy Baker o Kristina Cooper.
- The Week in Parliament: Presenta análisis semanales de 30 minutos, y una discusión de los principales eventos en las cámaras legislativas del Reino Unido. Se producen ediciones especiales del registro durante los recesos de Westminster que revisan la sesión anterior, y al final del año revisan los 12 meses anteriores. La edición semanal es presentada por Keith McDougall, David Cornock, Mandy Baker, Kristina Cooper y Alicia McCarthy, y las ediciones especiales a menudo son presentadas conjuntamente por McDougall y McCarthy.
- This Week (retransmitida por BBC One): Programa donde se presenta una mirada a menudo ingeniosa a los desarrollos en la escena política internacional y del Reino Unido, con una variedad de contribuciones y debates de invitados.
- The World Debate: Parte de una selección de programas transmitidos originalmente por BBC World News, que se transmiten exclusivamente por BBC Parliament al público del Reino Unido, como los debates del London Intelligence Squared 2009.
- Washington Journal (de C-SPAN): Brindando una mirada en retrospectiva a la semana en la política estadounidense y ofreciendo la oportunidad a los televidentes del Reino Unido de contribuir a un debate por teléfono.
- Welsh First Minister's Questions: Cobertura registrada de la sesión más reciente de preguntas al Primer ministro de Gales en la Asamblea Nacional de Gales. Las preguntas al Primer ministro galés siempre se transmiten los martes por la noche a las 11:30 p. m., y luego se repiten durante toda la semana.

### Programas originales
La BBC Parliament a menudo transmite sus propios programas originales. Estos pueden ser programados o utilizados para llenar cualquier vacío en los programas facturados, especialmente cuando la cobertura en vivo de una cámara legislativa termina antes de que comience el próximo programa. Los programas cubren una variedad de temas políticos y parlamentarios, que incluyen:
- A to Z of Westminster: Serie de programas breves presentados por investigadores de la BBC que buscan explicar algunos de los aspectos más comunes del protocolo parlamentario.
- Britain's Best Buildings: Programa donde solo se transmite el episodio que presenta el Palacio de Westminster, generalmente editado en segmentos cortos que se centran en una característica específica del palacio.
- Election File: Resúmenes breves de los resultados anteriores de las elecciones generales, incluidas breves explosiones de la cobertura televisiva original de la BBC. Estos archivos ahora rara vez se muestran.
- In House: Una nueva serie de programas que reemplazó a A to Z of Westminster en 2011. Los programas tienen una función similar a la de sus series predecesoras y buscan explicar algunos de los extraños procedimientos que ocurren en el Parlamento.
- Laying Down the Law: Programa independiente que explica las etapas parlamentarias que debe cumplir un proyecto de ley para convertirse en una Ley del Parlamento.
- MP too!: Serie de programas cortos que se remontan a algunos miembros del Parlamento de los siglos XVIII y XIXque fueron más famosos por su trabajo fuera de la Cámara de los Comunes o la Cámara de los Lores.
- Village Idioms: Exámenes breves de los modismos de hoy en día que se acuñaron en Westminster, que incluyen leer la Ley de disturbios y azotar a un caballo muerto.
- Laws and Ladies: Programa de chat de actualidad que presenta un panel de colegas que discuten los temas políticos del día. Los que aparecen son la baronesa Boothroyd, la baronesa Collingtree y la baronesa Decana de Thornton-le-Fylde.